# Holasteridae
Holasteridae es una familia extinta de erizos de mar.
Estos detritívoros semi-infaunales vivieron durante el período Cretácico, de 140,2 a 53,0 Ma.

## Géneros[1]
| - Aurelianaster - Basseaster - Cardiaster - Cardiotaxis - Cibaster - Duncaniaster - Echinocorys - Entomaster - Galeaster - Ganbirretia - Garumnaster - Guettaria - Hagenowia | - Hemipneustes - Holaster - Infulaster - Ismidaster - Jeronia - Lampadaster - Lampadocorys - Messaoudia - Offaster - Opisopneustes - Paronaster - Pseudananchys - Pseudholaster | - Pseudoffaster - Pseudoholaster - Rispolia - Scagliaster - Stegaster - Sternotaxis - Taphraster - Tholaster - Titanaster - Toxopatagus - Zumoffenia |